# Bandtyrann
Bandtyrann (Xenotriccus callizonus) är en fågel i familjen tyranner inom ordningen tättingar.

## Utseende
Bandtyrannen är en liten tyrann. På huvudet syns en spetsig och en vit ögonring som är bredast bakom ögat. Vidare har den ett brett orangefärgat band på bröstet och rostfärgade vingband.

## Utbredning och systematik
Fågeln förekommer i högländer i södra Mexiko (Chiapas), Guatemala och El Salvador. Den behandlas som monotypisk, det vill säga att den inte delas in i några underarter.

## Levnadssätt
Bandtyrannen hittas i subtropiska skogar och buskmarker i förberg och högländer, ofta i områden med inslag av bambu. Den är vanligen rätt tillbakadragen och håller sig gömd i vegetationen utom när den sjunger.

## Status och hot
Arten har ett stort utbredningsområde, men tros minska i antal, dock inte tillräckligt kraftigt för att den ska betraktas som hotad. Internationella naturvårdsunionen IUCN listar därför arten som livskraftig (LC). Världspopulationen är relativt liten, uppskattad till endast mellan 20 000 och 50 000 vuxna individer.